# Кьятти, Лаура
Лаура Кьятти (итал. Laura Chiatti; род. 15 июля 1982, Кастильоне-дель-Лаго) — итальянская актриса

 кино и телевидения, модель и певица.

## Биография
Лаура Кьятти родилась 15 июля 1982 года в Кастильоне-дель-Лаго. С детства стремилась стать певицей. В 1996 году одержала победу на конкурсе красоты «Мисс Тинейджер», после чего записала два музыкальных альбома — «Straight To Your Heart» (1998) и «Stairway To Heaven» (1999).
В 2000 году она дебютировала на телевидении, снявшись в «мыльной опере» «Место под солнцем» (Un posto al sole). В 2004 году Лаура пришла в мир «большого» кино — её первой главной ролью стала Джулия в драме Джакомо Кампиотти «Больше никогда как прежде» (Mai + come prima).
Всеевропейскую славу ей принесла главная роль в драме Паоло Соррентино «Друг семьи», представленной в конкурсной программе Каннского кинофестиваля 2006 года. Наиболее успешные роли сыграла в картинах «Я хочу тебя» (2007) с Риккардо Скаммарчио, «Кто рано встает, того удача ждет» (2008), «Яго» (2009), «Баария» (2009), «Роковая Лара» (2009), «Где-то» (2010), «Любовь: Инструкция по применению» (2011) и другие.

## Личная жизнь
В 2006 году Лаура Кьятти встречалась с актёром и режиссёром Сильвио Муччино, потом на протяжении нескольких лет пребывала в отношениях с актёром и моделью Франческо Арка, которые завершились в 2009 году. В 2010—2013 годах в отношениях с капитаном баскетбольной команды «Фортитудо» Давидом Ламма.
5 июля 2014 года вышла замуж за актёра Марко Боччи, у пары двое сыновей — Энеа (род. 22 января 2015 г.) и Пабло (род. 8 июля 2016 г.). Проживает с мужем и детьми в городе Перуджа.

## Избранная фильмография
- Несуществующая Лаура/Laura non c'è (1998) — Стефания
- Сумасшедшие в любви/Pazzo d’amore (1999) — Франческа
- Снежные каникулы/Vacanze sulla neve (1999) — Франческа
- Виа дель Корсо/Via del Corso (2000) — Моника
- Больше никогда как прежде/Mai + come prima (2005) — Джулия
- Второй шаг/Passo a due (2005) — Франческа
- Друг семьи/L’amico di famiglia (2006) — Розальба де Лука
- У нас дома/A casa nostra (2006) — Элоди
- Я хочу тебя/Ho voglia di te (2007) — Джиневра
- Кто рано встаёт, того удача ждёт/Il mattino ha l’oro in bocca (2008) — Кристиана
- Яго/Iago (2009) — Дездемона
- Неверность Клары/Il caso dell’infedele Klara (2009) — Клара
- Друзья из бара Маргариты/Gli amici del bar Margherita (2009) — Марчелла
- Баария/Baarìa (2009) — студентка
- Роковая Лара/Io, loro e Lara (2009) — Лара
- Рапунцель: Запутанная история/Tangled (2010) — Рапунцель (голос в итальянской версии)
- Где-то/Somewhere (2010) — Сильвия
- Любовь: Инструкция по применению/Manuale d’amore 3 (2011) — Миколь
- Роман о бойне/Romanzo di una strage (2012) — Джемма Калабреси
- Худшее Рождество в моей жизни/Il peggior Natale della mia vita (2012) — Бенедетта
- Гладиаторы Рима 3D/Gladiatori di Roma (2013) — Люцилла (голос)
- Чужое лицо/Il volto di un’altra (2013) — Бэлла
- Хлеб и бурлеск/Pane e burlesque (2014) — Матильде
- Поцелуй/Lo che amo solo te (2015) — Кьяра
- Рождественский ужин/La cena Natale (2016) — Кьяра
- Приключение/Un’avvantura (2019) — Франческа
- Право на «лево»/Gli infedeli (2020) — Сильвия
- Девичник/Addio al nubilato (2021) — Линда

## Награды и номинации
- 2005 — Premio Etruria Cinema (rivelazione dell'anno).
- 2007 — Серебряная лента. Номинация на лучшую актрису за роль в фильме «Друг семьи».
- 2008 — Золотая хлопушка (Ciak d'oro). Номинация на лучшую актрису за роль в фильме «У нас дома» (A casa nostra).
- 2009 — Серебряная лента. Premio Guiglielmo Biraghi за роль в фильме «Неверность Клары» (Il caso dell'infedele Klara).
- 2010 — Золотая хлопушка (Ciak d'oro). Номинация на лучшую актрису в кинокомедии за роль в фильме «Роковая  Лара».
- 2011 — Golden Graals. Номинация на лучшую актрису за роль в фильме «Роковая Лара».
- 2013 — Золотой глобус (Италия) (Globo d'oro). Номинация на лучшую актрису за роль в фильме «Чужое лицо» (In volto di un'altra).
- 2013 — Серебряная лента. Номинация на лучшую актрису за роль в фильме «Чужое лицо» (In volto di un'altra).